# Leerlooien

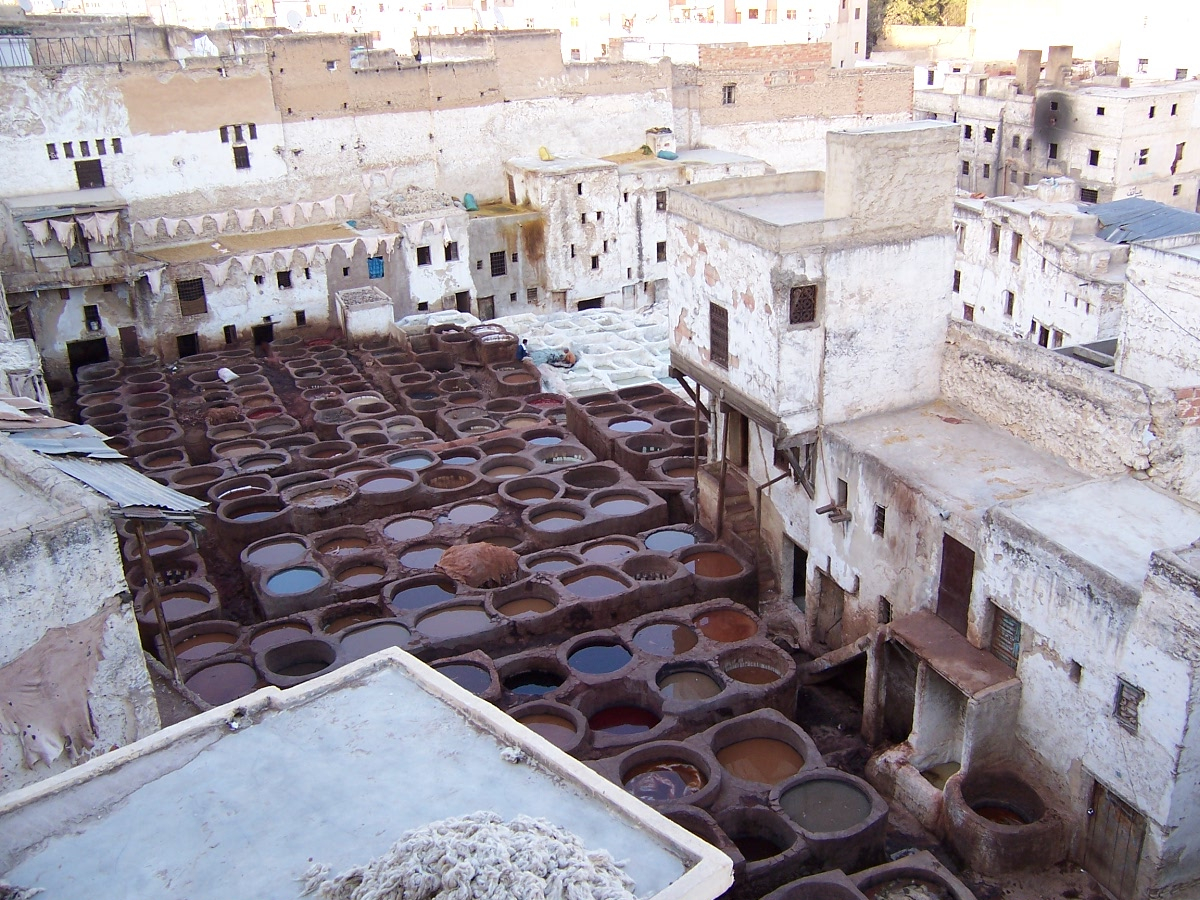
Leerlooierij in Marokko

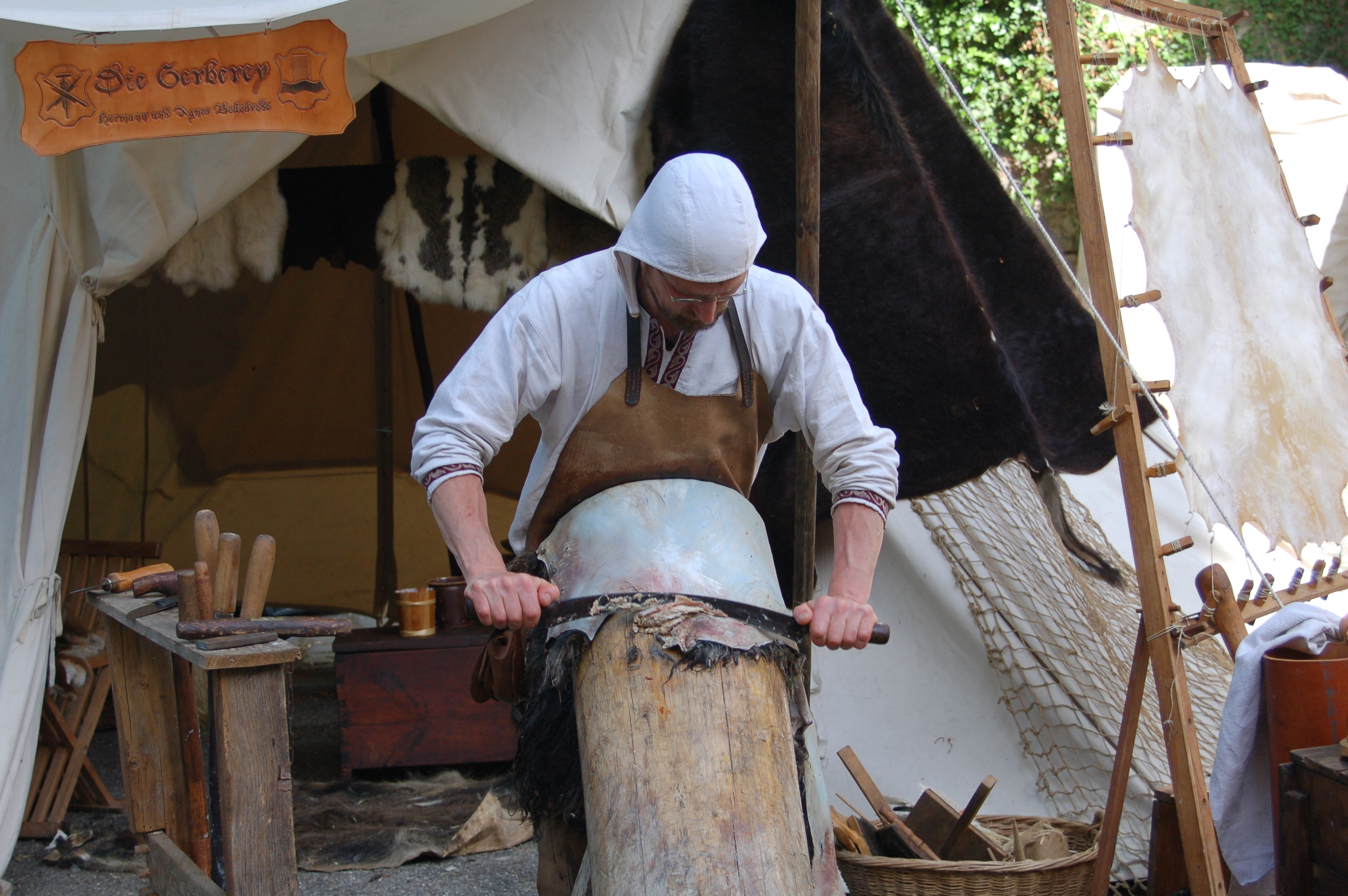
Leerlooier aan het werk

Leerlooien is een werkwijze om van de huid van dieren leer te maken voor kleding, schoeisel of andere toepassingen door middel van een looistof. Door het looien worden de eiwitten in de huid onoplosbaar gemaakt. 

## Looistoffen
Er bestaan plantaardige looistoffen (tannines), minerale looistoffen en organische niet-plantaardige looistoffen. Hydrolyseerbare polymeren van galluszuur zijn de nu meest gebruikte looistoffen. Andere looistoffen zijn gehydreerde derivaten van flavanolen en anthocyanidinen, de zogenaamde catechinen en looizuur.

## Traditioneel leerlooien
Als eerste werden de huiden van het dier gevild. Een runderhuid weegt ongeveer 30 kg. Bij het villen bleven resten vlees op de huid achter. Was het leer bedoeld als materiaal voor schoeisel, dan werden de huiden eerst onthaard. Ze werden daartoe geweekt in kalkrijk water en daarna gesmart door ze over het smartblok te hangen om te broeien. Daarna werden de haren er af geschraapt. Op de binnenkant van de huid zaten nog grote resten vlees. Deze werden er met een scherp mes afgesneden, het vlezen. De vlezer stond hierbij diep gebogen over een iets bolle stenen tafel.
Als bijproduct van het vlezen ontstond het lijmvlees. Dit werd verwerkt tot dierlijke lijm.
Als het vlezen gebeurd was, begon het eigenlijke looiproces. In een looierij stonden kuipen, ook wel laven genoemd, die half in de grond gegraven werden. Deze werden gemaakt van eikenhout. Nadat de kuipen met run, ook eek genoemd, gevuld waren, werden de huiden erin gehangen. Wanneer deze eruit kwamen en gedroogd waren, konden ze niet meer bederven. De huiden bleven lange tijd in de kuipen.
Voordat de huiden droog waren, werden ze eerst nog gekrabd, geschuurd en gewalst. Dit was allemaal ter afwerking. Het schuren en krabben zorgden ervoor dat het leer ging glanzen. Door het walsen werd het leer platter en gladder. Wanneer deze stappen doorlopen waren was het leer zo goed als klaar.

## Technische ontwikkeling van het looien
Al vanaf 1700 vond er wetenschappelijk onderzoek naar het leerlooien plaats. Naast het traditionele looimiddel run, uit eikenschors bereid, werden uit de koloniën ook nieuwe plantaardige looistoffen geïntroduceerd, zoals mimosa (1822) en quebracho (1867). Deze versnelden niet alleen het looiproces, maar waren vaak ook goedkoper dan de eikenschors die schaars aan het worden was. Rond 1840 verschenen de eerste eenvoudige machines, zoals beweegbare looikuipen. Dit betrof de methode van Durio, waarbij in plaats van kuipen ronddraaiende vaten (walkvaten) werden gebruikt. Er werden geconcentreerde looiextracten toegevoegd en de temperatuur werd op 40 °C gehouden. Aldus versnelde het looiproces. De walkvaten werden eind 19e eeuw op grote schaal ingevoerd.
Naast plantaardige werden ook minerale looistoffen gebruikt, met name aluin en andere aluminiumzouten.
Tussen 1884 en 1893 werden door de Amerikanen Shulz en Dennis de eerste synthetische looistoffen ontwikkeld op basis van chroom (bijvoorbeeld: natrium- en kaliumbichromaat). Voor de vervaardiging van glacéleer werden ook eierdooiers gebruikt. Rond 1903 werd de chroomlooiing in Nederland ingevoerd. Rond 1950 hadden de synthetische looimiddelen de plantaardige goeddeels verdrongen. Aanvankelijk werden de driewaardige chroomzouten uit natriumbichromaat vervaardigd op de looierij zelf, waartoe dit gereduceerd moest worden in een zuur milieu. Hiertoe werden stoffen als natriumsulfiet, natriumthiosulfaat, natriumbisulfiet, zwaveldioxide, glucose en organische afvalproducten gebruikt. Sinds 1912 werden de synthetische looistoffen door de chemische industrie op de markt gebracht.
De industrialisering van het looiproces vond rond 1900 plaats. Daarvoor werd het leerlooien vooral ambachtelijk bedreven. In 1915 werden er in Nederland niettemin nog 497 leerlooierijen en stoom-leerfabrieken geteld, waarvan 389 (78%) in Noord-Brabant. De meeste hiervan waren ambachtelijk en mogelijk toen al kwijnend.
Ondertussen begonnen andere materialen, zoals kunststoffen, met het gebruik van leer te concurreren. Voorts ontwikkelde zich geleidelijk een leerlooierij-industrie in lage-lonenlanden. Veel leerlooierij-activiteit verdween naar deze landen. Toen in de jaren 1970 de milieu-eisen werden aangescherpt, konden slechts de modernste grootschalige bedrijven overleven.

## Afwerking van het leer
Na het looien wordt het leer afgewerkt. De methode van afwerking verschilt afhankelijk van de soort leer. Naast persen en invetten, bleken en drogen wordt ook gelakt en geperst. Verder behoren soms het splitten en het nalooien tot de bewerkingen. De klassieke methode bestond onder meer uit oliën met traan en persen met een wals. Overleer werd gerekt en ingesmeerd met een mengsel van traan en rundvet, waardoor het waterafstotend werd.
Ook de leerbewerking was aan ontwikkelingen onderhevig. Om te beginnen moest chroomgelooid leer geneutraliseerd worden met borax of natriumwaterstofcarbonaat. Vanaf rond 1850 werden synthetische kleurstoffen ontwikkeld en in 1907 kwamen enzymatische beitsen op de markt, waardoor het onhygiënische gebruik van hondenuitwerpselen en vogelmest overbodig werd. Er worden tegenwoordig vaak ook bestrijdingsmiddelen aan het leer toegevoegd, die bacteriegroei tegengaan of schimmelwerend zijn.

## Soorten leer
Niet al het leer was uiteindelijk hetzelfde. Van de zeer mooie huiden wordt meubelleer gemaakt. Veel leer werd gebruikt voor het maken van schoenen. Van rundleer dat gelooid werd als zoolleer werden de zolen en binnenzolen gemaakt. Van mooi kalfsleer en fijn rundleer werden de schachten (het bovendeel van de schoen) gemaakt. Door de verschillende wijzen van looien bereikte men verschillende soorten leer. Door toevoeging van chemicaliën bepaalt men ook de technische eigenschappen die het leer later zal hebben.
Er worden drie soorten leer onderscheiden:
- vetleer, wordt bereid door de gedroogde huid in te smeren met traan en rundvet, en vervolgens te bewerken met koperrood. Hierbij wordt de huid zwart. De vleeszijde wordt geblanceerd en vervolgens gekrispeld, wat het soepel slaan met behulp van een stuk gegroefd hout is. Vetleer is geschikt voor laarzen en werkschoenen
- grauwleer, wordt bereid door de vleeszijde te blanceren en te zuiveren met traan, waarna het geschikt is voor bruine schoenen
- overleer, wordt bereid door de gelooide huiden op te spannen en gedurende twee weken in vers stromend water te houden. Hierna werden de huiden gedurende een week gekalkt in een kalkkuip, en daarna werden ze ontkalkt in vuil water. Vervolgens werden de huiden geschaafd en daarna nog bewerkt in een kuip. Hierna werd het leer benut voor schoenen of zadels

## Leerlooierijen
In Nederland waren er veel leerlooierijen in Noord-Brabant. Ze ontstonden daar door gunstige natuurlijke omstandigheden, zoals de aanwezigheid van zuiver stromend water en voldoende eikenschors en huiden. Aanvankelijk bracht de armoede de boeren ertoe om nevenwerkzaamheden te verrichten, waar leerlooien toe behoorde. Later ontstonden er leerlooierijen op industriële basis, vooral in Dongen maar ook in vele andere plaatsen. Op basis hiervan ontstond dan weer een uitgebreide schoenenindustrie, die vooral bekend is van de Langstraat. In het Schoenenkwartier in Waalwijk wordt deze geschiedenis in woord en beeld levendig gehouden, wel ontbreekt in tegenstelling tot de voorloper het Nederlands Leder en Schoenenmuseum een historische looierij en schoenenfabriek. De weinige overgebleven leerlooierijen zijn sterk geautomatiseerd en maken ook veel meer gebruik van chemische hulpstoffen dan bij het traditionele proces.
Landen die tegenwoordig bekend zijn om hun leerlooierijen zijn o.a. Italië, Spanje, Engeland, Frankrijk, Turkije, Marokko, India en Pakistan. China is een grote opkomende producent. In landen als India, Pakistan en China wordt onder zeer bedenkelijke condities gewerkt waar het milieu en de arbeidskrachten zeer onder lijden. In Europa worden de looierijen zeer streng gecontroleerd op onder meer milieueisen, wat wel een duurder product tot gevolg heeft.

## Beschermheiligen
Crispinus en Crispinianus zijn in de katholieke kerk de beschermheiligen van de schoenmakers en leerlooiers.

## Fotogalerij

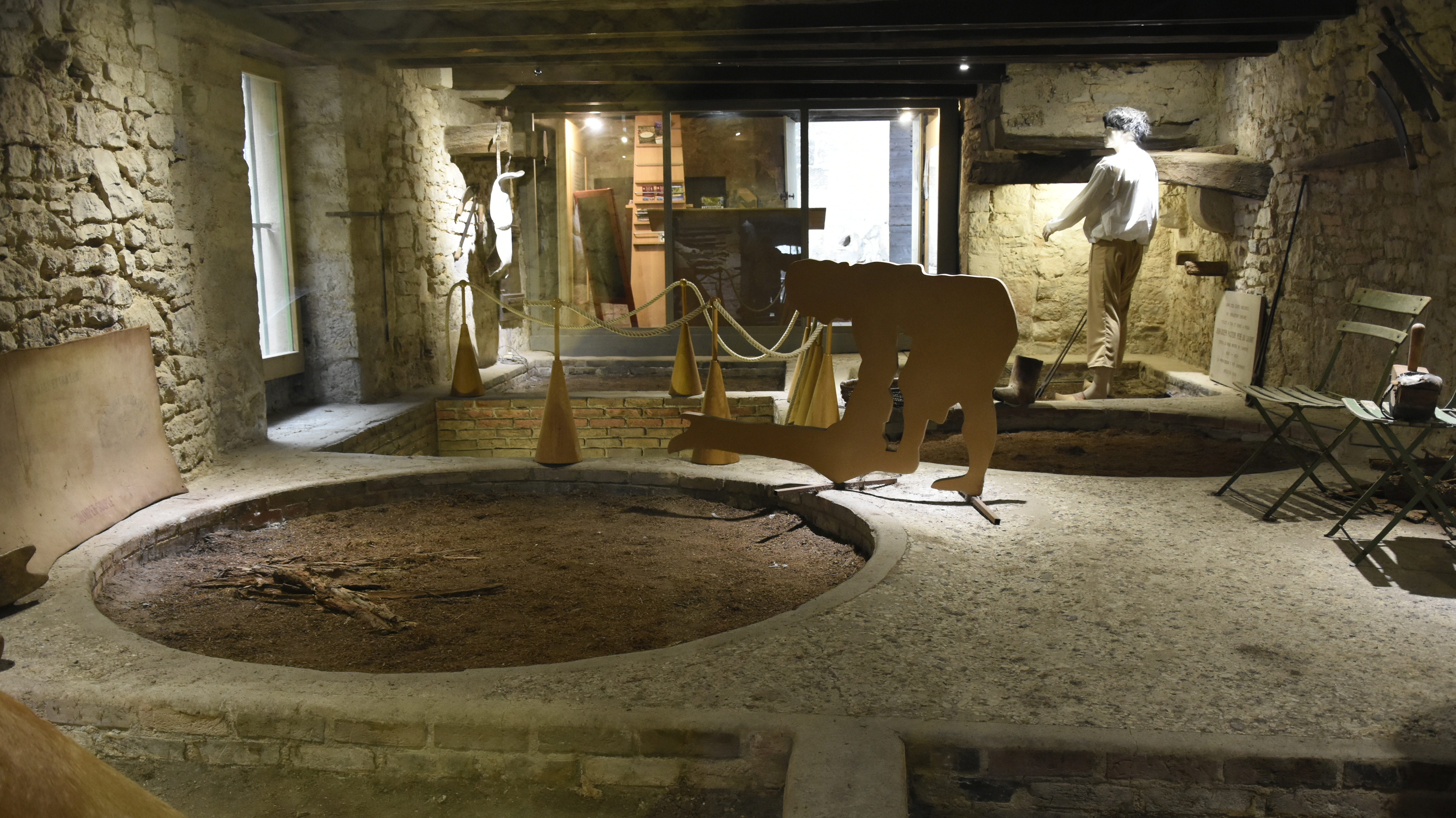
De leerlooierij van Louis Pasteurs vader te Dole
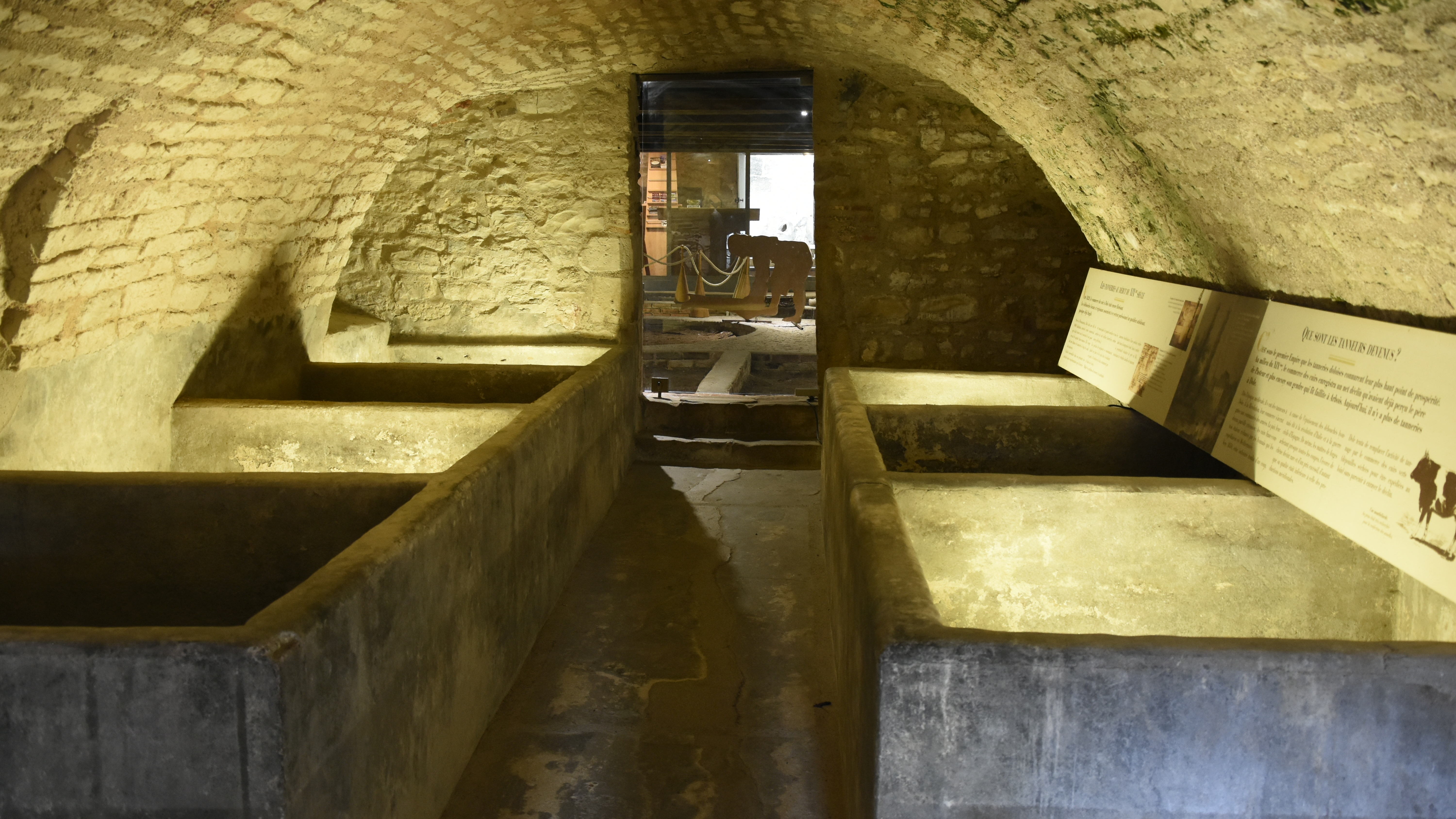
De leerlooierij van Louis Pasteurs vader te Dole